# Ô Tour de l'eau
Albums de Nolwenn Leroy
Ô filles de l'eau
(2012) Gemme
(2017)
Ô Tour de l'eau est le deuxième album live de la chanteuse Nolwenn Leroy.
| 1.  | Davy Jones                 |  |
| 2.  | Juste pour me souvenir     |  |
| 3.  | Ahes                       |  |
| 4.  | Aux filles de l'eau        |  |
| 5.  | Brest                      |  |
| 6.  | J'ai volé le lit de la mer |  |
| 7.  | Suivre une étoile          |  |
| 8.  | À la vie à la mort         |  |
| 9.  | Sur mes lèvres             |  |
| 10. | Limitlesse                 |  |
| 11. | Ophelia                    |  |
| 12. | Scarborough fair           |  |

| 1.  | Jig Bob                            |  |
| 2.  | Suite sudarmoricaine               |  |
| 3.  | Tri martolod                       |  |
| 4.  | La jument de michao                |  |
| 5.  | Sixième continent                  |  |
| 6.  | Ohio                               |  |
| 7.  | D'emeraude                         |  |
| 8.  | Bro gozh va zadoù                  |  |
| 9.  | Je ne serais jamais ta parisienne* |  |
| 10. | Siuil a ruin*                      |  |
| 11. | Tri martolod*                      |  |
| 12. | Greenseelves*                      |  |
| 13. | Le chant de la mer**               |  |
| 14. | La chanson de la mer**             |  |
| 15. | Song of the sea**                  |  |

*bonus acoustique
**bonus: générique de fin du film «Le chant de la mer»
| 1.  | Davy Jones                                           |  |
| 2.  | Juste pour me souvenir                               |  |
| 3.  | Ahes                                                 |  |
| 4.  | Aux filles de l'eau                                  |  |
| 5.  | Brest                                                |  |
| 6.  | J'ai volé le lit de la mer                           |  |
| 7.  | Suivre une étoile                                    |  |
| 8.  | À la vie à la mort                                   |  |
| 9.  | Sur mes lèvres                                       |  |
| 10. | Limitlesse                                           |  |
| 11. | Ophelia                                              |  |
| 12. | Scarborough fair                                     |  |
| 13. | Jig Bob                                              |  |
| 14. | Suite sudarmoricaine                                 |  |
| 15. | Tri martolod                                         |  |
| 16. | La jument de michao                                  |  |
| 17. | Sixième continent                                    |  |
| 18. | Ohio                                                 |  |
| 19. | D'emeraude                                           |  |
| 20. | Bro gozh va zadoù (Bonus live)                       |  |
| 21. | Je ne serais jamais ta parisienne (Bonus acoustique) |  |
| 22. | Siuil a ruin (Bonus acoustique)                      |  |
| 23. | Tri martolod (Bonus acoustique)                      |  |
| 24. | Greenseelves (Bonus acoustique)                      |  |
| 25. | Tri martolod (Bonus Clip)                            |  |
| 26. | La jument de michao (Bonus Clip)                     |  |
| 27. | Mna na h-eireann (Women of Ireland) (Bonus Clip)     |  |
| 28. | Juste pour me souvenir (Bonus Clip)                  |  |
| 29. | Sixième continent (Bonus Clip)                       |  |

## Classement hebdomadaire
| Classement (2014)            | Meilleure position |
| ---------------------------- | ------------------ |
| Belgique (Wallonie Ultratop) | 36                 |
| France (SNEP)                | 26                 |